# 纳塔莉·迈伯勒
纳塔莉·迈伯勒（英語：Natalie Myburgh，1940年5月15日—2014年1月21日），南非女子游泳运动员。她曾代表南非参加1956年夏季奥林匹克运动会游泳比赛，获得女子4×100米自由泳接力铜牌。